# 외유내강
주식회사 외유내강은 대한민국의 영화 제작사이다. 2005년 설립되어 첫 작품 《짝패》를 제작하였다. 설립자인 강혜정이 대표를 맡고 있다.

## 영화
| 개봉             | 영화                                              | 감독   | 출연   |
| ---------------- | ------------------------------------------------- | ------ | ------ |
| 2006년 5월 25일  | 《짝패》                                          | 류승완 | 류승완 |
| 2008년 8월 14일  | 《다찌마와 리: 악인이여 지옥행 급행열차를 타라!》 | 류승완 | 임원희 |
| 2010년 9월 9일   | 《해결사》                                        | 권혁재 | 설경구 |
| 2010년 10월 28일 | 《부당거래》                                      | 류승완 | 황정민 |
| 2013년 1월 30일  | 《베를린》                                        | 류승완 | 하정우 |
| 2015년 8월 5일   | 《베테랑》                                        | 류승완 | 황정민 |
| 2017년 1월 4일   | 《여교사》                                        | 김태용 | 김하늘 |
| 2017년 7월 26일  | 《군함도》                                        | 류승완 | 황정민 |
| 2018년 8월 22일  | 《너의 결혼식》                                   | 이석근 | 박보영 |
| 2019년 2월 20일  | 《사바하》                                        | 장재현 | 이정재 |
| 2019년 7월 31일  | 《엑시트》                                        | 이상근 | 조정석 |
| 2019년 12월 18일 | 《시동》                                          | 최정열 | 마동석 |
| 2021년 7월 28일  | 《모가디슈》                                      | 류승완 | 김윤석 |
| 2021년 8월 18일  | 《인질》                                          | 필감성 | 황정민 |

## 같이 보기
- 류승완